# Derik dean
Ivan Gavira Reyes (Gómez Palacio, Durango; 10 de septiembre de 1992) más conocido por su nombre artístico Derik Dean es un compositor y productor mexicano.

## Biografía
Es conocido por ser nieto del cineasta mexicano Gonzalo Gavira y también por haber participado en algunas telenovelas, cine y series como Mujeres de negro (telenovela), Amar sin límites, Historias Delirantes y Los Que No Saben Volar.

## Filmografía

### Telenovelas
- Amar sin límites (2017) ... Ernesto
- Mujeres de negro (telenovela) (2016) ... Alfredo Mendoza

### Cine
- Retratos De Mi Madre (2020) ... Hijo
- Los Que No Saben Volar (2016) ... Mario

### Series de Televisión
- Historias Delirantes (2014) ... Rafael